# Синичкин, Виссарион Вениаминович
Виссарио́н Вениами́нович Сини́чкин (6 января 1936 — 10 ноября 2003) — советский чувашский писатель, прозаик, переводчик. С 1986 года член Союза писателей СССР.

## Биография
Виссарион Синичкин родился 6 января 1936 года в деревне Большое Ямашево Чувашской АССР.
1954 году окончил Штанашскую среднюю школу. Работал в колхозе, прошёл службу в ВС.
Поступил учиться в ЧГПИ им. И. Я. Яковлева, но учёбу не удалось завершить. Трудовую деятельность продолжил в МВД, чувашпотребсоюзе, позже начальником бюро пропаганды художественной литературы при Союзе писателей Чувашии.
Первый свой рассказ опубликовал в 1968 году в газете «Молодой коммунист».
Пьеса «Салтак амăшĕ» (Мать солдата) поставлена на сцене Чувашского государственного академического театра имени К. В. Иванова.

## Известные книги
На чувашском:
- «Салтак тутăрĕ» Солдатский плат (1981),
- «Çулăмсăр тĕтĕм» Дым без огня (1983)
- «Пуçлăха мĕнле юрамалла-ши?» Как же угодить щефу? (пьесы, 1986)
- «Кăвак чаршав» Голубой занавес (1987)
- «Хĕвел ури» (1989, 1997).
- «Таврăннă телей» (1991).

Переводы с русского на чувашский:
- Козлов В. «Президент каменного острова»
- Мясников В. «Рассказы».